# Арш (княжество)

Герб неверской ветви рода Гонзага

Арш (фр. Arches) или Шарлевиль (фр. Charleville) — суверенное княжество в Арденнах, на границах земель Габсбургов и Бурбонов, созданное герцогом Невера и Ретеля Карлом Гонзага на месте баронии Арш, приобретённой его предками в 1293 году. Площадь этого крохотного государства составляла 2600 гектаров и в его состав было включено шесть поселений: Арш, Люм, Ромри, Тё (сейчас входит в границы города Шарлевиль-Мезьер), Валинкур (сейчас коммуна Сен-Лоран) и Виль-сюр-Люм.

## История появления

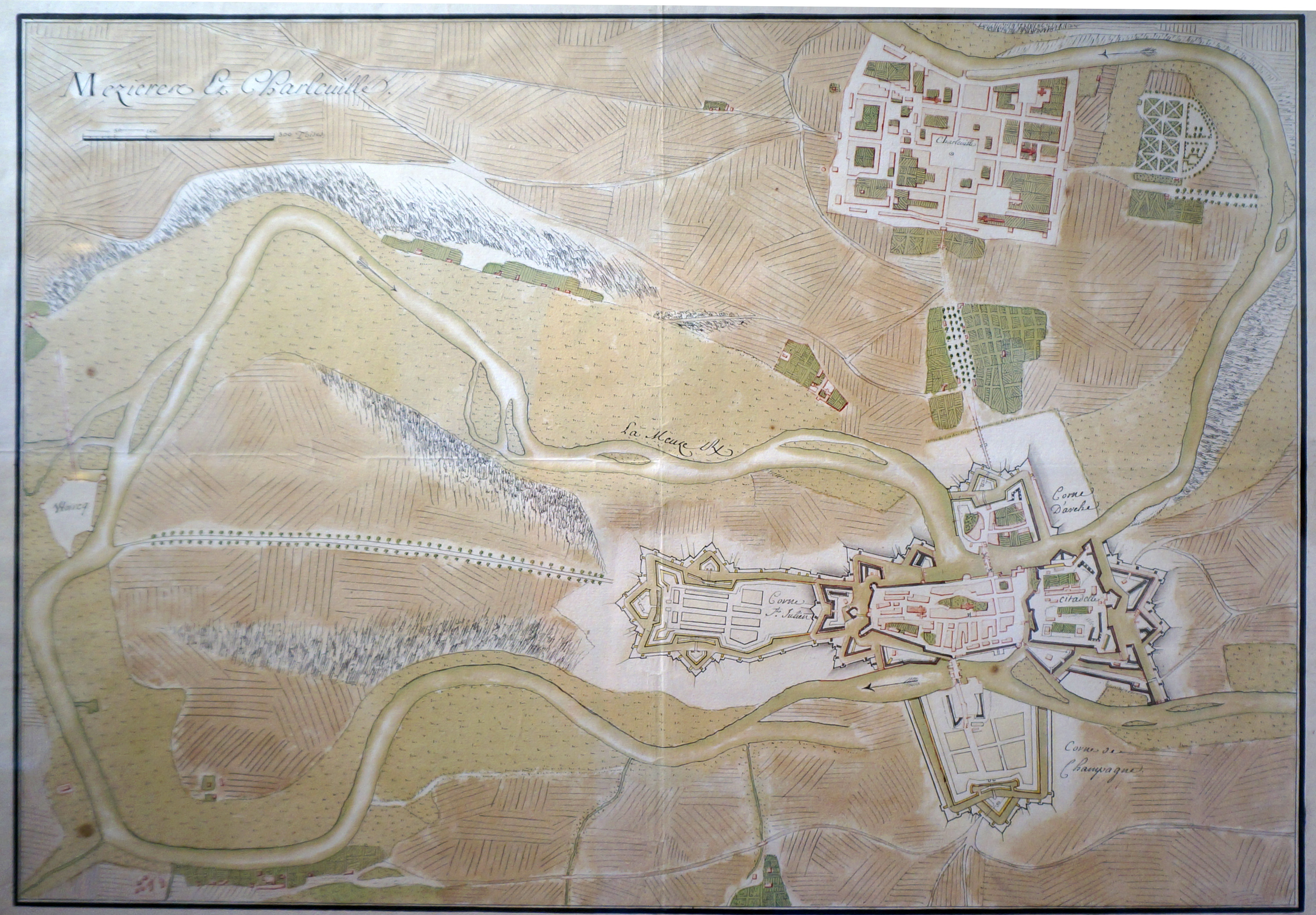
Карта XVII века. С севера на юг расположены: Шарлевиль, Арш, Мезьер

В наше время имеется мало фактов, относящихся к начальному периоду существования баронии Арш. Известно, что у кромки реки Маас было расположено поселение Арш, на том месте, где в наше время находится северо-западная часть центральных кварталов города Шарлевиль-Мезьер. Поселение было указано на топографических картах начала XVII века (к примеру карта Mercator 1607 года).
Суверенитет этой местности был признан в 1570 году королём Франции Карлом IX в ходе пышных празднеств, устроенных в соседнем Мезьере, после прошедшей там же свадьбы Карла IX и Елизаветы Австрийской.
Вскоре после этого правители Арша стали появляться на публичных церемониях в короне из драгоценных металлов, открыто демонстрируя свою независимость.
Границы княжества были отмечены каменными межевыми столбами, один из которых дошёл до наших дней и хранится в здании архивов департамента Арденны. Эти межевые столбы примечательны тем, что на них была нанесена довольно редко встречающаяся версия герба семейства Гонзага, в которой присутствует большая орденская цепь Ордена христианских рыцарей (фр. Оrdre de la Milice Chrétienne). Это дополнительно подтверждает, что межевые столбы Арша были заказаны и высечены в XVII веке в период правления Карла Гонзаги, который, помимо прочих амбициозных проектов, был основателем этого рыцарского ордена.
Название Арш со временем уступило своё место названию Шарлевиль. Однако оно сохранилось, к примеру, в нумизматике. Суверенитет княжества был связан с прошлым Арша, но не Шарлевиля, и поэтому именно Арш указывался на монетах, которые чеканились в княжестве.

## Строительство новой столицы княжества
Карл Неверский основал на арденнских землях идеальный ренессансный город — Шарлевиль. Застройкой главной площади занимался брат того архитектора, который спроектировал парижскую площадь Вогезов. Успех этого предприятия впоследствии пытались повторить герцоги Сюлли и Лонгвиль, лелеявшие аналогичные градостроительные проекты.

## Рост населения княжества
После постройки столицы Карлу Гонзага предстояло решить более сложную задачу: как населить княжество жителями. Для этого Карл предпринял радикальные меры, имевшие, по большей части, фискальный характер. К примеру, хозяин мастерской гобеленов Жак Шассон переехал в Шарлевиль из Брюсселя получив безвозмездную субсидию в размере 600 ливров, бесплатное жилище на срок в 10 лет, а также освобождение от уплаты налогов. Этот пример не был единственным, и вскоре в Шарлевиль стали прибывать новые жители; из Франции, Германии, Ирландии, а также из соседних княжеств — Льежа и Седана.
В 1620 году князь издает указ о восстановлении права на убежище, весть о котором, благодаря типографии, распространилась далеко за пределами княжества. По этому указу всем лицам, имевшим проблемы с законом, князь даровал прощение и амнистию. Эта мера имела огромный эффект, но была критически воспринята современниками той поры, полагавших, что Шарлевиль превратится в «клоаку для других городов». По архивной статистике видно, что из 579 лиц, пожелавших воспользоваться правом на убежище, 294 человека преследовались за неуплату долгов, 218 обвинялись в убийстве, 19 человек были признаны банкротами, 14 человек обвинялись в убийстве по неосторожности, 13 человек обвинялись в похищении людей ради выкупа, 9 — в воровстве, 5 — в поджогах, трое занимались подделками, двое были изобличены в колдовстве и, наконец, был один святотатец и один дуэлянт.
Однако несколько тысяч новых жителей прибыло в Арш из числа торговцев и ремесленников, покинувших свои дома в поисках лучшей жизни вместе с жёнами, детьми и имуществом. К этим новым жителям также необходимо добавить примерно 300 жителей прежнего поселения Арш.
Первые официальные подсчёты населения княжества в эпоху правления семьи Гонзага были проведены в 1699 году (4273 человека) и в 1702 году (4334 человека).
В течение XVIII столетия произошло удвоение численности населения. Так, незадолго до французской революции, в 1789 году в Шарлевиле насчитывалось 8253 человека. Такому росту населения способствовало бурное развитие мануфактур.

## Правители Гонзага
В силу того, что шарлевильское княжение издревле входило в состав Священной Римской империи, Карл Неверский в качестве князя Арша не считал себя подданным французской (или какой-либо другой) короны. По итогам войны за мантуанское наследство он получил корону Мантуи и Монферрата в Италии.
Его внук Карл II, закрепившись в Италии, распродал французские владения, за исключением княжества в Арденнах. Приобретателями стали кардинал Мазарини и его родственники. В Шарлевиле Гонзага продолжал чеканить монету с собственным профилем и горделивым титулом Carolus Gonzaga dux Nivernensis et Rethelensis, Dei gratia princeps supremus Archensis.

Князья Арша (1608-1708)
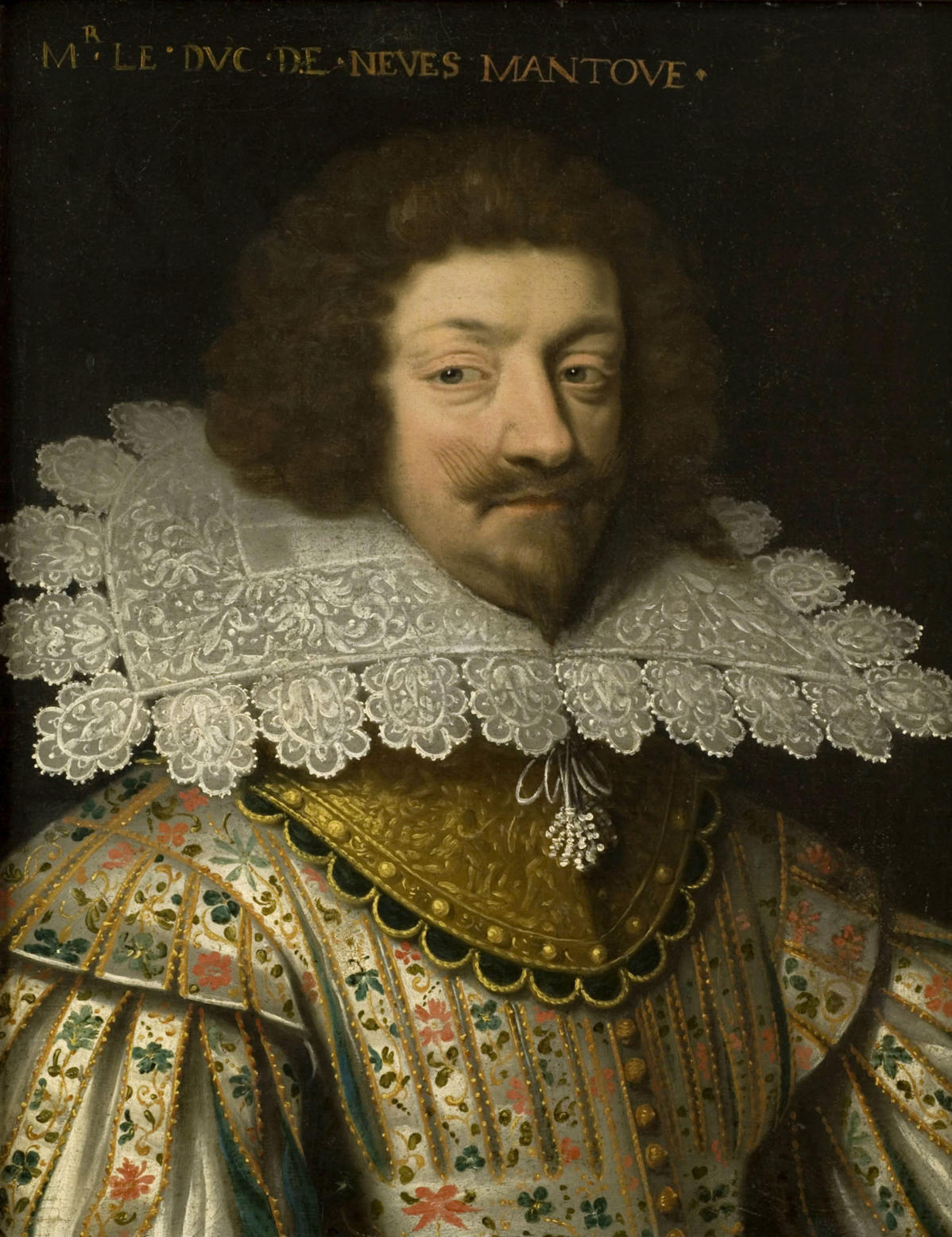
Карл I Гонзага или Шарль де Невер (1580-1637), 1-й князь Арша (под именем Карл I, 1608—1637)
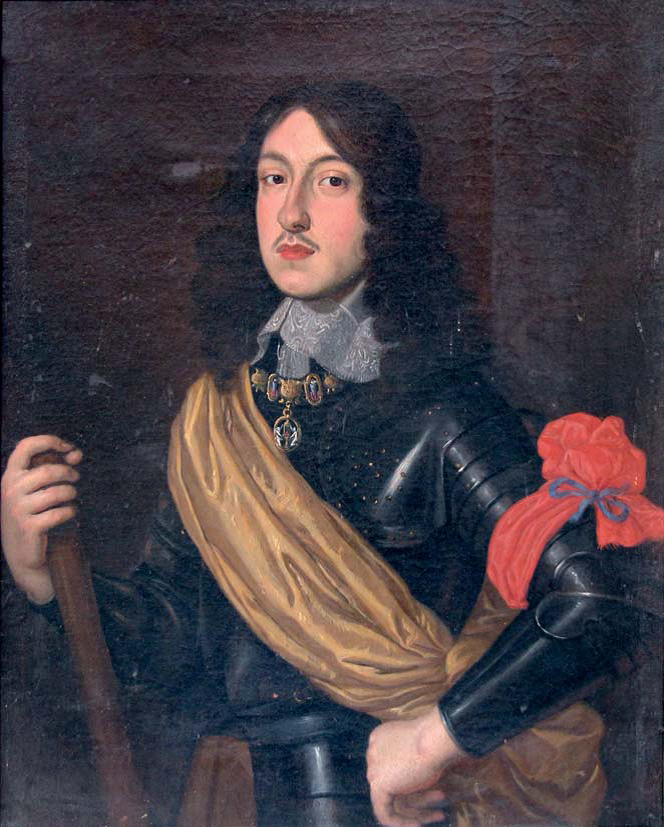
Карл III Гонзага (1629-1665), 2-й князь Арша (под именем Карл II, 1637—1665)
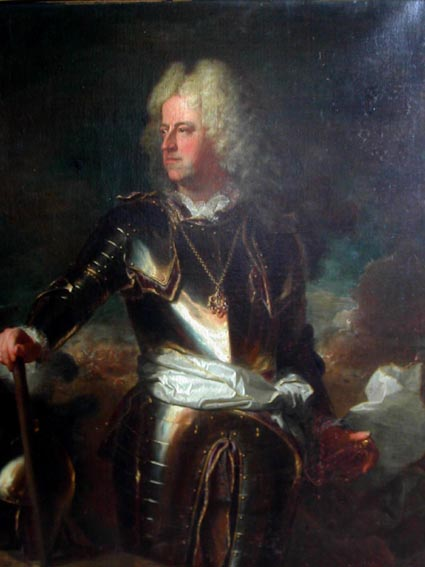
Карл Фердинанд Гонзага (1652-1708), 3-й князь Арша (под именем Карл III, (1665-1708)

## Шарлевильское наследство

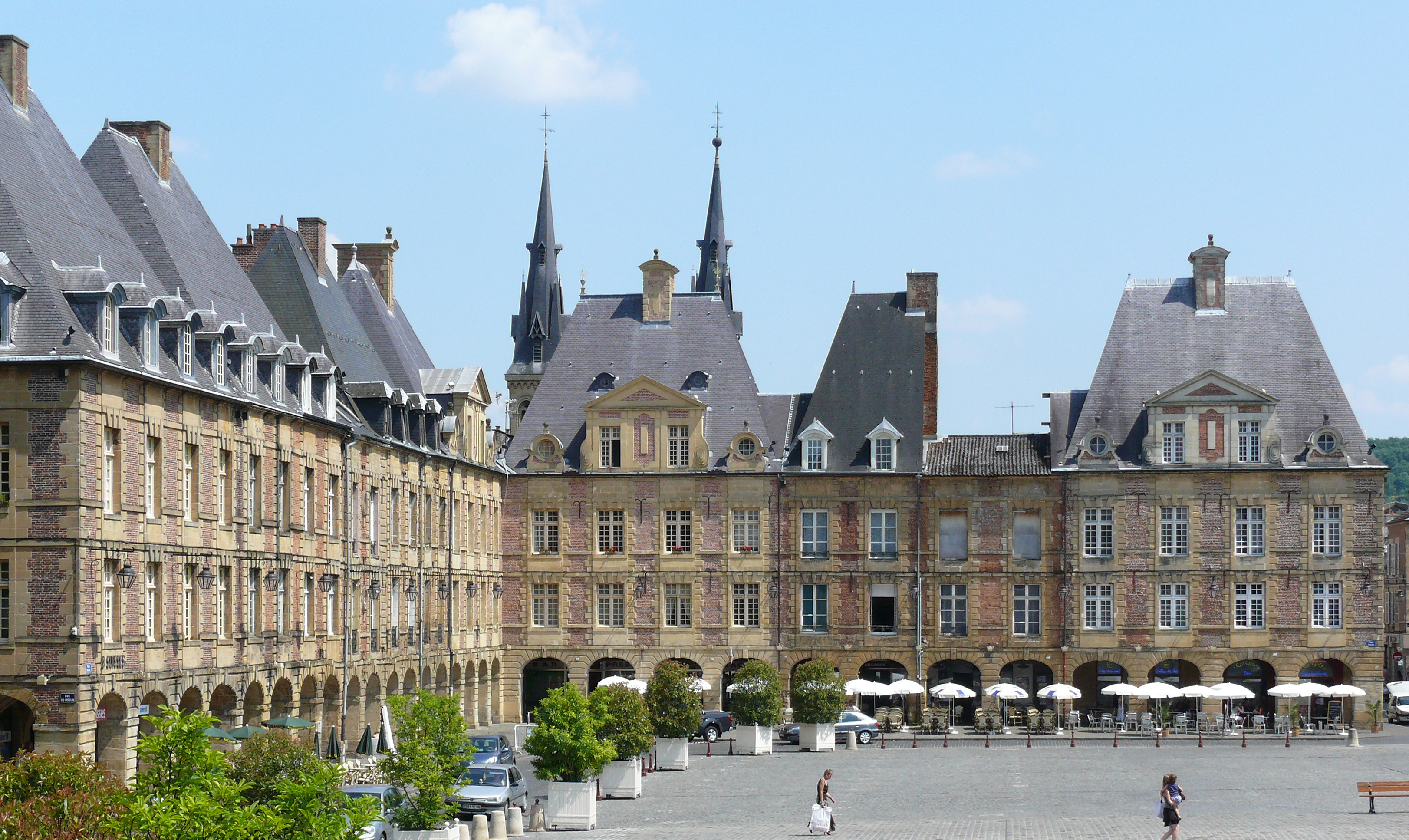
Герцогская площадь в Шарлевиле — столице княжества Арш

Прекращение суверенитета Арша было неизбежно — это было в интересах Франции и, как только представлялась возможность, Франция действовала весьма жёстко. Так, в 1629 году Людовик XIII выкупил участок, где располагалась Гора Олимп, а в 1656 году был принудительно закрыт Монетный двор княжества, и в 1686 году были срыты оборонительные укрепления на Горе Олимп.
Суверенитет Арша был непрочен. Поначалу короли Франции мирились с существованием карликовых государств на окраинах королевства, требуя взамен безусловную преданность суверенных князей французской короне и предоставление княжеских укреплённых сооружений в случае необходимости военных походов. Но вскоре, жёсткое укрепление французской монархии, начатое королём Людовиком XIII и кардиналом Ришельё, и затем продолженное Людовиком XIV, поставило приграничные княжества на грань исчезновения.
Смерть последнего из Гонзага в 1708 году сделала Арш-Шарлевиль яблоком раздора между Габсбургами и Бурбонами. В церкви Святого Ремигия в Шарлевиле вместе с похоронами последнего владетельного князя Арша Карла Фердинанда Гонзаги был утрачен суверенитет этого участка арденнской земли. Парламент в Париже без промедления упразднил Верховный суд в Шарлевиле. Тотчас же появилось множество претендентов на выморочные сеньорные права. Герцог Лотарингии Леопольд I, наследовал умершему князю поскольку являлся внуком Элеоноры Гонзага. И чтобы вступить во владение городом направил в Шарлевиль Великого бальи Нанси и Генерального прокурора Судебной палаты Лотарингии в сопровождении трубачей. Горожане Шарлевиля не протестовали. Именно в дни пребывания этого посольства в городе исчезли архивы Гонзага и знаменитая герцогская корона из драгоценных металлов. Вероятно всё это было увезено в Нанси и дальнейшие следы этого имущества были потеряны.
Ещё одним претендентом, заявившим о своих правах на наследство, стал принц Конде Генрих III Бурбон. Он претендовал на Шарлевиль от имени своей супруги Анны Баварской, которая была внучкой основателя Шарлевиля Карла I Гонзага.
Третьим претендентом была вдова самого Карла Фердинанда. Свои виды на наследство также обозначил герцог Мазарини.
Спор рассматривал король Людовик XIV, который вынес решение в пользу Франции. Мысль о том, что этим княжеством может владеть князь-иностранец, неважно итальянец или лотарингец, противоречила взглядам короля на судьбу этого важного участка границы королевства, поэтому 9 марта 1709 года принц и принцесса Конде были признаны сеньорами Шарлевиля. Новый принц вступил во владение и город заняли его уполномоченные лица, после чего Шарлевиль стал рядовым феодом, полностью подчинённым короне Франции.
Новый фамильный дом владел Шарлевилем вплоть до Великой французской революции.

## Источник
- David Parrott. Royal and Republican Sovereignty in Early Modern Europe. Cambridge University Press, 1997. ISBN 978-0-521-41910-9. Pages 155—159.